# Distrito de Vilcabamba (Grau)
El Distrito de Vilcabamba es uno de los catorce distritos de la Provincia de Grau  ubicada en el departamento de Apurímac, bajo la administración del Gobierno regional de Apurímac, en el sur del Perú.
Desde el punto de vista jerárquico de la Iglesia católica forma parte de la Diócesis de Abancay la cual, a su vez, pertenece a la Arquidiócesis de Cusco.

## Historia
El distrito fue creado mediante Ley n.º 9336 del 20 de febrero de 1941, en el primer gobierno de Manuel Prado Ugarteche.

## Geografía
La ciudad de Vilcabamba se encuentra ubicada en los Andes Centrales.
Vilcabamba con un clima cálido, y abundante frutas, como la tuna , cítricos, peras, manzanas,duraznos etc., se encuentra a orillas del Río del mismo nombre, cuenta con una filial de la Universidad Nacional Micaela Bastidas de Apurimac, con su carrera profesional de Ingeniería Ageoecología y Desarrollo Rural, un Instituto Superior Tecnológico Público, con sus carreras profesionales de Técnico en Farmacia, Enfermería técnica, Prótesis dental , recientemente creada,  teniendo como profesor al Dr. Eduardo Cáceres Choquecunsa y centros educativos de gran prestigio, siendo por esto llamado, capital del desarrollo y cultura de la provincia de Grau por la presencia de varias instituciones de desarrollo, cultura y formación profesional, como es el caso de la Universidad Nacional Micaela Bastidas de Apurímac,  con su carrera profesional Ingeniería Agro Ecológica y Desarrollo Rural, el Instituto Superior Tecnológico Público de Vilcabanba.

## Autoridades

### Municipales
- 2015 - 2018:[3]
  - Alcalde: ROBERTO ROMAN CUELLAR, MOVIMIENTO INDEPENDIENTE FUERZA CAMPESINA REGIONAL.
  - Regidores: HIPOLITO FERRO CONTRERAS (MOVIMIENTO INDEPENDIENTE FUERZA CAMPESINA REGIONAL), FRIDA LOAYZA ALVAREZ (MOVIMIENTO INDEPENDIENTE FUERZA CAMPESINA REGIONAL), SALOMON MANUEL TUERO TRUJILLO (MOVIMIENTO INDEPENDIENTE FUERZA CAMPESINA REGIONAL), VIRGINIO MEJIA PEREZ (MOVIMIENTO INDEPENDIENTE FUERZA CAMPESINA REGIONAL), DILCE TRUJILLO GARRAFA (MOVIMIENTO INDEPENDIENTE FUERZA CAMPESINA REGIONAL).
- 2011-2014:[4]
  - Alcalde: Simón Torres Carbajal, Movimiento Poder Kallpa.
  - Regidores: Nemesio Alberto Chipana Cruz (Kallpa), Lucio Pérez Huamán (Kallpa), Nohemí Moreano Trujillo (Kallpa), Feliciano Román Sánchez (Kallpa), Eliseo Ferro Contreras (Poder Popular Andino).
- 2007-2010
  - Alcalde: Jorge Luis Martínez Mejía.

## Festividades
- Carnavales.
- Virgen de la Natividad.
- San Nicolas de Tolentino